# Do broni
Do broni! – pismo konspiracyjne wydawane w Warszawie w latach 1942–1944 przez Konfederację Narodu.
„Do broni!” było dwutygodnikiem, zastąpiło ukazujące się jako dodatek do „Nowej Polski”, „Fakty na tle idei”. Drukowane było w prywatnej drukarni przy Nowym Świecie, a po jej zlikwidowaniu przez Niemców w październiku 1942 roku, w jednej z drukarni Tajnych Wojskowych Zakładów Wydawniczych. Było to możliwe dzięki porozumieniu zawartemu przez Jerzego Hagmajera z Jerzym Rutkowskim, szefem TWZW. Po wsypie w TWZW wydawanie pisma zostało w styczniu 1944 roku zawieszone, jak głosił komunikat, który ukazał się w „Nowej Polsce”, z przyczyn technicznych.
Nakład: 5000 egz.
Redaktorzy naczelni:
- Jerzy Cybichowski (ps. „Smoleński”) – zginął 13 maja 1943 roku;
- Adolf Gozdawa-Reutt (ps. „Welanowski”).

Począwszy od numeru 5. „Do broni!” nosiło podtytuł: Pismo Żołnierzy Uderzenia – podtytuł ten definiował adresatów pisma. Było ono przede wszystkim pismem o charakterze popularno-informacyjnym. Zawierało krótkie artykuły o wojsku, wiadomości, doniesienia na temat oddziałów polskich walczących poza granicami kraju. Dbano o to, by pismo, unikając tematów ideologicznych, przesiąknięte było ideami, na których opierała swą działalność Konfederacja Narodu.